# Касайринкай-Коэн (станция)
Станция Касайринкай-Коэн (яп. 葛西臨海公園駅 касайринкай коэн эки) — железнодорожная станция на линии Кэйё, расположенная в специальном районе Эдогава, Токио.

## История
Станция была открыта 1-го декабря 1988 года.

## Планировка станции

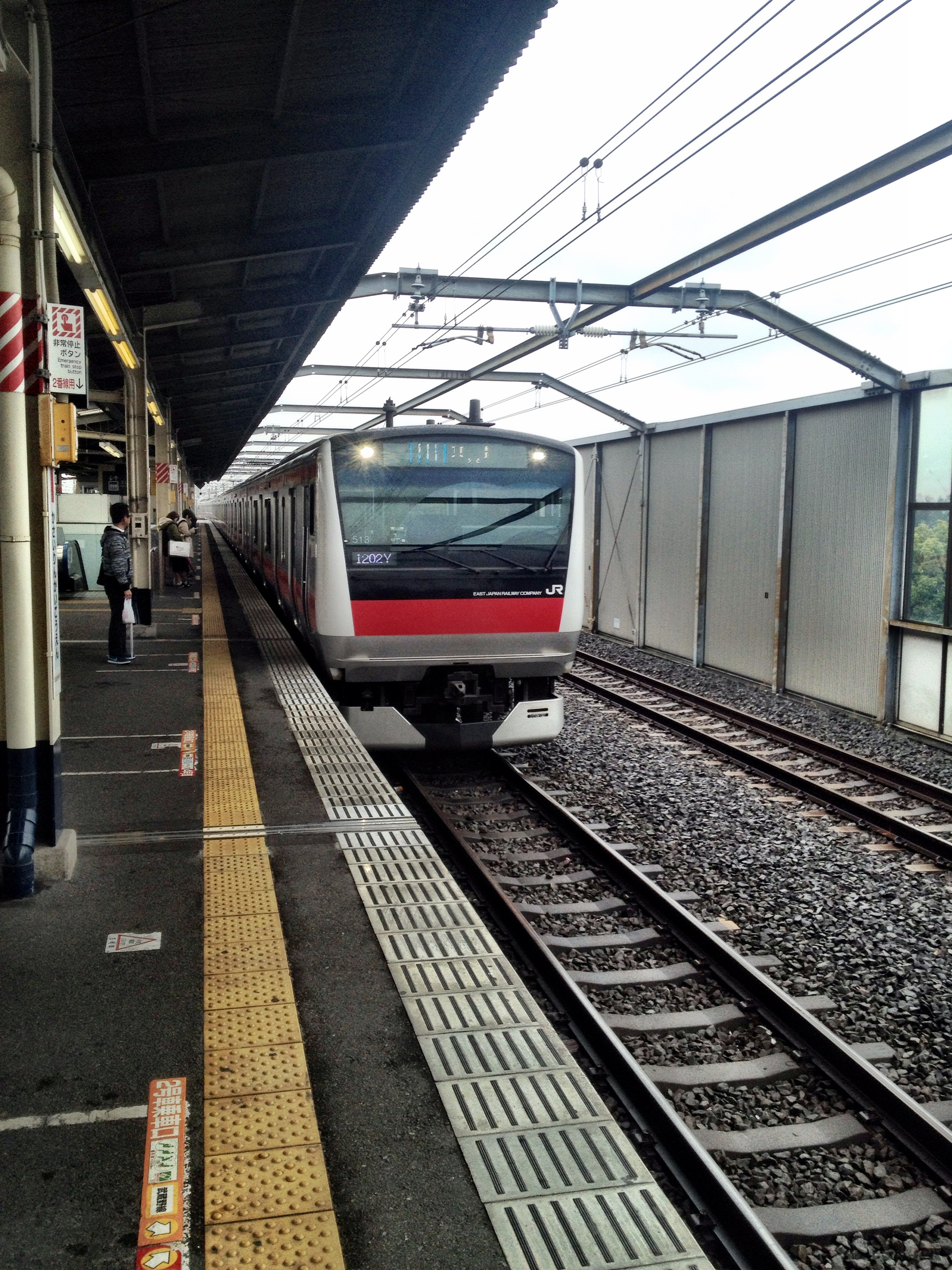
Прибытие поезда на платформу станции

### Линия Кэйё
Одна платформа островного типа и 4 пути. При этом крайние левый и правый пути не располагаются рядом с платформой, а предназначены для безостановочного прохождения скорых поездов (快速電車).
| 1, 2 | ■ Линия Кэйё | Сога,Токио |